# Antocha (Orimargula) salikensis
Antocha (Orimargula) salikensis is een tweevleugelige uit de familie steltmuggen (Limoniidae). De soort komt voor in het Oriëntaals gebied.